# Dottrina Carter
La dottrina Carter fu una linea politica proclamata dal presidente degli Stati Uniti d'America Jimmy Carter nel suo discorso ai membri del Congresso il 23 gennaio 1980, la quale stabiliva che gli USA avrebbero utilizzato la propria forza militare se necessario per difendere gli interessi nazionali nel Golfo Persico.
La dottrina fu una risposta all'invasione sovietica dell'Afghanistan del 1979.
La dottrina fu ideata dal consigliere per la sicurezza nazionale Zbigniew Brzezinski, sulla base della dottrina Truman, “per rendere chiaro che i sovietici debbono stare lontano dal Golfo Persico”.
Poiché al tempo gli Stati Uniti non avevano una presenza militare significativa nell'area del Golfo Persico, l'amministrazione Carter per supportare la propria dottrina istituì la Rapid Deployment Force (forza militare di intervento rapido), rifiutò gli accordi sul controllo degli armamenti ed aumentò la presenza navale nel Golfo Persico e nell'Oceano Indiano.
Il successore di Carter alla carica di presidente, Ronald Reagan, estese la dottrina Carter con una sorta di ‘corollario’, chiamato proprio “Reagan Corollary to the Carter Doctrine”, il quale proclamava che gli USA sarebbero intervenuti a supporto dell'Arabia Saudita, storica alleata nell'area mediorientale, qualora la loro sicurezza fosse minacciata in seguito allo scoppio della guerra tra Iran e Iraq.
Secondo il diplomatico americano Howard Teicher “con la proclamazione del Corollario Carter erano state poste la basi politiche per l'operazione Desert Storm”.